# 지하로부터의 수기
지하로부터의 수기(러시아어: Записки из подполья 자피스키 이즈 포드폴리야[*])는 1864년에 표도르 도스토옙스키가 쓴 소설로 최초의 실존주의 소설 중의 하나로 여겨지고 있는 작품이다.  이 글 속의 주인공은 무명으로 고통 중에 외로운 삶을 회상하며 글을 전개하고 있다.  
첫 번째 부분에서는 지하에 사는 자의 일기로 독백형식으로 되어 있으며 동시대 러시아 철학작품인 니콜레이 체르니쉐프스키의 <무엇이 될 것인가?>를 반박한다.
두 번째 부분에서는 <젖은 눈의 아프로포스>라 불리는 것이 지하에 사는 남자를 파괴시키기도 하고 다시 새롭게 하는 어떤 일들에 대해서 묘사한다. 